# ジョン・ギルクリスト
ジョン・ボースウィック・ギルクリスト（John Borthwick Gilchrist、1759年6月19日 - 1841年1月9日）は、スコットランドの言語学者、教育者。インドのヒンドゥスターニー語を研究し、その使用を促進した。

## 生涯と業績
ギルクリストはエディンバラに生まれたが、父はギルクリストが生まれた年に家族を捨ててアメリカへ渡ってしまい、以後行方不明になった。このためギルクリストは孤児や父のない子のための慈善組織であるエディンバラのジョージ・ヘリオット病院で教育を受けた。また、西インド諸島で藍の栽培の手法を学んだ経験があった。1783年にイギリス東インド会社の軍医輔佐の職を得てカルカッタに赴任した。1794年には軍医に昇任した。
東インド会社ではインドの当時の公用語であったペルシア語を学べば事足れりとしていたが、ギルクリストは現地の人々との効率的な意思疎通を行うにはリンガ・フランカであるヒンドゥスターニー語を使うようにする必要があると主張した。言語の学習を容易にするためにギルクリストは英語・ヒンドゥスターニー語辞典（全2冊）およびヒンドゥスターニー語の文法書や入門書を出版した。なおデーヴァナーガリーの活字がはじめて使われたのは、1796年にカルカッタで出版されたギルクリストのヒンドゥスターニー語文法書であった。出版資金を得るために藍作りや砂糖の取引、アヘン関係の事業にも手を出した。
インド総督のリチャード・ウェルズリーはギルクリストを援助し、1800年カルカッタにフォート・ウィリアム大学が創立されるとギルクリストをヒンドゥスターニー語教授に任命した。もともとフォート・ウィリアム大学の前身であるオリエンタル学校（1799年）はギルクリストの提案を契機として設立された。
ギルクリストは教科書として使用するために優れた文人を集めて文章を書かせた。当時のウルドゥー語文学は強いペルシア語の影響を受けた高踏的な韻文が主体で、日常のヒンドゥスターニー語とはかけ離れていた。ギルクリストは教授として多くの文人を指導し、この結果フォート・ウィリアム大学を中心として極端なペルシア語の影響から離れた新しい散文が発達した。とくにラッルーラールの『プレームサーガル（恋の大海）』によってインドの散文体が確立した。ただしギルクリストの庇護下で発達した文学は内容的にはほとんどがペルシア文学やサンスクリット文学の翻案だった。
1804年にギルクリストは健康上の理由で大学を辞職し、イギリスに帰国した。帰国後しばらく故郷のエディンバラに住み、1804年にエディンバラ大学の法学博士の学位を授与された。1809年には東インド会社を退職した。その後銀行を設立したり政治活動を行ったりしたが失敗に終わった。
1816年にはロンドンに移って学校を創立し、再び東洋の言語を教えるようになった。2年後の1818年に東インド会社はインドに赴任する前に文官がヒンドゥスターニー語の教育を受けることを義務化し、ギルクリストに教授の地位を与えたが、ギルクリストが学生に自分の本を買うことを要求したことと、その教育方針が批判され、1825年にギルクリストへの支援を止めた。ギルクリストは翌1826年に学校をアーノットとフォーブズに売却したが、1828年にそのすぐ近所に新しいヒンドゥスターニー語の学校を作ろうとしたためにアーノットとフォーブズはギルクリストを攻撃した。
1841年、病気療養先のパリで没した。

## 主な著書
著書の多くはヒンドゥスターニー語教育目的の書物である。
- A Dictionary, English and Hindoostanee. Calcutta. (1786,1790)（2冊からなる辞典）
  -  Hindoostanee Philology. 1. London. (1825) [1810]（辞典の改訂版）
- A Grammar of Hindoostanee Language. Calcutta. (1796)（文法書）
- The Oriental Linguist. Calcutta. (1798)（入門書）
- Anti-jargonist. Calcutta. (1800)（入門書、Oriental Linguistの改訂版[11]）
- The Strangers' East Indian Guide to the Hindoostanee (2nd ed.). London. (1808) [1802]（文法書の改訂版）
- Dialogues, English and Hindoostanee (4th ed.). London. (1826) [1802?][12]
- The Hindee Moral Preceptor. 1 (2nd ed.). London. (1821) [1803] 巻2（ヒンドゥスターニー語を知る者がペルシア語を学ぶための文法書。ギルクリストは監修）
- The Hindee-Roman Orthoepigraphical Ultimatum (2nd ed.). London. (1820) [1804][13]
- The British Indian Monitor. Edinburgh. (1806-1808)（過去に出版した入門書類を2冊にまとめたもの）
- Parliamentary Reform on Constitutional Principles. Glasgow. (1815)（政治家時代の書物）
- The General East India Guide and Vade Mecum. London. (1825)（インド便覧）
- The Orienti-Occidental Tuitionary Pioneer. (1826)